# かがのと
『かがのと』は、2010年3月29日より石川県内のNHK総合テレビジョンで平日の夕方に放送されているNHK金沢放送局制作による『NHKニュース』のローカルニュース番組（地域情報番組）である。
本項目では、関連番組として2024年4月1日より放送されている『newsかがのと』についても記述する。

## 概要
石川県内向けのニュース・情報番組である。番組の構成は原則として前番組『デジタル百万石』で放送されたコーナーを踏襲している。
本番組で放送されるコーナーや特集は『ニュースいしかわ845』、『おはよう石川』でも放送されている。また、番組では2010年に制定されたNHK金沢放送局のマスコット「ことじろう」（兼六園の徽軫灯籠をモチーフにしたマスコット）が登場している。
2019年度よりニュースほっと関西 → ほっと関西・てれまさむね → てれまさ（NHK仙台放送局）と同時にニュースリーダー（メイン及びサブキャスター以外の金沢局アナウンサーが担当）を設定（首都圏ネットワークでは2015年度より）。
番組タイトルである「かがのと」は石川県の旧国名・加賀国と能登国を組み合わせたもので同局のローカルニュースのタイトルとして1976年スタートの『ニュースかがのと』、その後継番組である『かがのと630』以来22年ぶりに夕方のニュース番組に復活した。
同局は平日の朝や夜、週末の夕方にもローカルニュース番組は放送しているがこちらは先述の通り『おはよう石川』、『ニュースいしかわ845』、『ニュースいしかわ645』で「かがのと」というタイトルは2023年度までは使われてこなかった。（詳細については後述を参照のこと）
2023年5月29日より、NHKプラスの「ご当地プラス（東海・北陸エリア）」において見逃し配信を開始した。
2024年1月9日から同年6月28日までの間は『令和6年能登半島地震関連情報』として（1月12日からは『総合テレビ（石川県内）同時放送』）、BS103チャンネル（旧NHK BSプレミアム）でサイマル放送が行われていた。この地震の影響により、年明け最初の放送となる1月4日から2月2日まで、オープニングは省略、挨拶から始まる形となった。
2024年度より番組のタイトルが『かがのとイブニング』から『かがのと』へ変更された。

## 放送時間
平日 18:10 - 18:59
- 放送休止や短縮・繰り下げなどの事例は次の通り。
  - 祝日・年末年始と重なる場合は休止となり、代替として18:45 - 18:59（年末年始は18:50 - 19:00）に『newsかがのと』を放送。
  - 不定期に全国放送の特設ニュースや国政選挙・石川県知事選挙の選挙運動期間中の18時台に政見放送が編成される場合には短縮・休止もしくは特設ニュース・政見放送を挟んだ2部構成で放送される場合がある。また、お盆や年末（12月28日まで）には計画的に番組が休止されて18:45まで別番組、18:45から『newsかがのと』をそれぞれ放送する形が取られる。
  - 2024年1月1日に発生した令和6年能登半島地震関連ニュースを中心に伝えるため、1月4日から1月11日の間19時まで放送した[10]。
  - 2024年1月8日は祝日であるものの、令和6年能登半島地震発生から1週間のため、「能登半島地震 ニュース・ライフライン情報」として平日同様の時間帯で19時まで放送された[11]。
  - 2024年1月16日は、18:42頃に緊急地震速報が石川県に出され、東京から緊急ニュース（八田知大が担当）を伝えるため、18:43に中断、そのまま再開されることなく19:00に『NHKニュース7』へ切り替わった。なお、緊急報道中金沢局発としてメインキャスターの浅野が出演した。
  - 2024年7月29日 - 8月16日はパリオリンピック放送やお盆期間に伴う特別編成のため番組自体を休止。この期間は18:45 - 18:59に代替として『newsかがのと』を放送した（8月8日を除く[12]）。

## 現在の出演者
メインキャスター
- 浅野達朗（NHK金沢放送局アナウンサー、2023年8月24日 - 2023年12月22日木金担当、2024年1月4日 - 週5日担当）

サブキャスター（隔週）
- 川野優里亜（NHK金沢放送局契約キャスター、2024年4月 - ・2023年度まではリポーター）
- 高畠菜那（NHK金沢放送局契約キャスター、2024年4月 - ・2023年度まではリポーター）

気象キャスター
- 池津勝教（気象予報士）

リポーター
- 宮﨑浩輔（NHK金沢放送局アナウンサー）[13]
- 鈴木貴彦（NHK金沢放送局アナウンサー）
- 永井伸一 (NHK金沢放送局アナウンサー)
- 澤越玲佳（NHK金沢放送局契約キャスター）
- 結川弥生（NHK金沢放送局スタッフ・いしかわくらしプラス）

声の出演
- 南早苗（金沢局マスコットキャラクター「ことじろう」の声）
- 二見和男（NHK金沢放送局シニアスタッフ・『心に残る風景』コーナーの朗読）

## 過去の出演者
NHK金沢放送局アナウンサー（当時）
- 宮﨑浩輔（2010年度 - 2012年度メインキャスター）[13]
- 神戸和貴（神戸のいざ行かんべ）[注 2]
- 西川順一（マンデースポーツ）
- 片山千恵子（宮﨑が不在時のリリーフ）
- 石井かおる（宮﨑・梶原が不在時のリリーフ、当時は放送部副部長。）
- 荒井匡（梶原・越塚が不在時のリリーフ）
- 梶原典明（2013年度 - 2015年度メインキャスター）[14]
- 大河内惇（越塚が不在時のリリーフ）[注 3]
- 鹿島綾乃（越塚・小川が不在時のリリーフ、当時は放送部副部長。）[注 4]
- 越塚優（2016年度 - 2018年度メインキャスター）[注 5][注 6]
- 法性亮太（マンデースポーツ、きょうのマッスル、ニュースリーダー、リポーター）
- 山内泉（2019年度 - 2020年度メインキャスター）[2][15]
- 守屋瞭（リポーター）[注 7]
- 船岡久嗣[注 8][注 9]（主にスポーツコーナー担当、ニュースリーダー、山内不在時のリリーフ）
- 水谷彰宏[注 10][注 11]（主にコーナー担当、ニュースリーダー、越塚・山内不在時のリリーフ）
- 松岡忠幸（2021年度 - 2023年12月メインキャスター、2021年3月29日 - 2023年8月10日週5日担当、2023年8月21日 - 12月20日月火水担当、2024年1月4日 - 3月宮﨑浩輔の編責代理、4月1日 - 編集責任者及び浅野のキャスター代理[2][16][17][18]）
- 大村和輝（高校野球、サッカーツエーゲン金沢コーナー「廣井が斬る」担当）

NHK金沢放送局嘱託アナウンサー（当時）
- 二見和男（カルチャー百万石、宮﨑不在時のリリーフ）

NHK金沢放送局契約キャスター（当時）
- 安井千紘（隔週担当キャスター）
- 坂井芳江（「いしかわGOODニュース」隔週担当）
- 塚本堅一（移動スタジオ あなたの街から）
- 荒山沙織（移動スタジオ あなたの街から）
- 高橋ひろみ（移動スタジオ あなたの街から）
- 田中里香（「ハートプラザ」「伝言板」聞き手）
- 山内美和（レッツゴー松井）
- 中本恵子（いしかわGOODニュース）
- 櫻本茉朋（いしかわGOODニュース）
- 伊藤恵梨香（隔週担当キャスター）
- 松田亜希（隔週担当キャスター）
- 亀井和恵（「時の旅人」など）
- 三原千明（隔週担当キャスター）
- 落合慶子（隔週担当キャスター）
- 源田愛莉那（「ミリ／ツエ・マンデー」）
- 青木栄美子（隔週担当キャスター）
- 小川真由（サブキャスター）[注 12]
- 高木奈々（ふるさと旅日和）
- 落合慶子（ふるさと旬の味リポーター）
- 浦野莉恵（スポーツリポーター）[注 13]
- 前川夏生（リポーター）[19][注 14]
- 高井桂奈（リポーター）[19]
- 石井美江（リポーター）[19]
- 熊谷彩香（ - 2020年6月、2021年度 - 2023年度メインキャスター）[注 15]

その他
- 廣井友信 (サッカー解説コーナー「廣井が斬る」)

## 放送時間
- 平日 18:10 - 18:59（JST）
  - 祝日は放送休止し、18:45から『newsかがのと』を放送。

## タイムテーブル
- 18:10 - オープニング、以降県内ニュース。大相撲開催期間中は、石川県出身力士の結果も放送。
- 18:30頃 - 気象情報・県内ニュース
- 18:35頃 - 特集、日替わりコーナー
- 18:52 - 気象情報（石川県、金沢局単独放送）[注 16][20][21]、お知らせ、エンディング

## 主なコーナー
コーナー名に◎印があるものは、『デジタル百万石』から継続。
毎日
- そらナビ
  - 池津気象予報士による気象豆知識のコーナー。桜の開花予想や梅雨入り予想、初雪予想など『ズバリ池津予想』の回もある。

月曜日
- マンデースポーツ◎
  - 石川県内のスポーツの話題を伝える。

火曜日
- いしかわくらしプラス
  - 石川県内の人々の様々な活動を伝える。
- ふるさと旬の味
  - 郷土野菜や旬の産物を使った料理コーナー。県内の料理人や料理学校教師らが指導する。北陸三県の富山・福井局制作の料理コーナーを放映することもある。

水曜日　
- 映像散歩
  - カメラマンによる、高精細カメラ使用のレポートコーナー。北陸三県の富山・福井局制作の場合もある。
- 中継いしかわLive
  - 県内各地からのアナウンサー、キャスターによる生中継レポート。

木曜日
- ふるさと旅日和◎
  - 北陸地方のNHK各放送局のアナウンサー・キャスターが伝える旅コーナー。

金曜日
- がっぱくらぶ
  - 県内の小学生の課外活動を紹介。
- ことじろう写真館
  - 月別の課題に沿った視聴者からの写真や動画を紹介。浅野達朗による「浅野この一枚」のコーナーもある。

大相撲開催期間中
- 郷土力士結果
  - 人気目玉コーナー。大相撲の結果を伝えるだけではなく、解説者や実況者の電話出演による詳細なリポートもある。

曜日不定
- イナガキヤストの本気旅
  - 富山県在住の写真家・イナガキヤストと浅野達朗が県内のフォトスポットを巡る。富山・福井局合同企画（富山・福井局制作の際は浅野ではなく各局のアナウンサーが出演）。
- もっとつながる北陸
  - 金沢・富山・福井の北陸3県各局同時放送で北陸3県各地の話題を紹介。
- いけづさんぽ
  - 池津気象予報士によるお天気スポット巡り。
- イケ子のちょっこしやよ!
  - アニメ画像の「加賀百万石の妖精・イケ子」による気象ミニコーナー。「そらなび」の直前に放送。2025年度から。
- 懐かしの映像
  - 金沢放送局のアーカイブスから県内各地の歩みを辿る。2021年度から。
- とれたて!北陸3県NEWS
  - 石川県、富山県、福井県のご当地ならではのニュースを紹介。

## 主な過去のコーナー
コーナー名に◎印があるものは、『デジタル百万石』から継続。
曜日特定なし
- レッツゴー松井◎
  - メジャーリーグベースボールのシーズン中（4月から9月）は毎日、シーズンオフは不定期放送。ロサンゼルス・エンゼルスの試合結果の他に視聴者からの応援メールやお便りを紹介。
- ハートプラザ・伝言板
  - 前者はNHK金沢放送局からの広報コーナー、後者はスタジオ内でイベント情報をインタビュー形式で紹介するコーナー。
- 北陸きょうの話題
  - 18時50分ごろに放送されるコーナーで、富山県や福井県の話題が紹介される。なお、このコーナーは富山放送局『ニュース富山人』や福井放送局『ニュースザウルスふくい』の番組内でも放送されていた。
- いまほん
  - 首都圏局制作の『ひるまえ ほっと』で放送されたものを放送。
- 廣井が斬る
  - サッカーツエーゲン金沢についての詳細な解説コーナー。

月曜日
- いしかわの壺
  - 金沢ケーブルとの共同企画制作。石川県内の様々な歴史、文化、生活にまつわる事象を紹介。2020年度まではミニ番組として放送もあり。また、金沢ケーブルのコミュニティチャンネル「北國新聞ニュース・プラス」開設局でも放送された。
- ろくまる文庫◎
  - 石川県内で活躍している人をスタジオに招き、お勧めの一冊の本を紹介。また、紹介された本はNHK金沢放送局で貸し出しをしていた（祝日を除く月曜から金曜まで）。
- いま本ランキング◎

火曜日
- いしかわGOODニュース◎
  - 石川県内の「嬉しい」話題を紹介する。
- まつおか旬の味
  - 松岡忠幸による自作料理紹介コーナー
- 職場で発見！メカこびと
  - 松岡忠幸によるコーナー。県内企業で人々の手間を省くため助けてくれるロボットやIT技術を紹介。

水曜日
- いしかわライブ
  - 石川県内各地での話題を中継で紹介。隔週担当キャスターの伊藤と松田のうち、その週に出演していない方が担当した。
- カルチャー百万石◎
  - 石川県内で開催される美術展の展示作品を紹介。また、コーナータイトルは前番組から継承されていた。
- いしかわの宝
  - 映像散歩同様に高精細カメラ使用で県内各地を探訪する。

木曜日
- ビデオ便り◎
  - 視聴者からのビデオ投稿を紹介。

金曜日
- 週末でかけまSHOW
  - 手書きフリップを使いながら、石川県内で週末開催されるイベントを紹介。

その他
- ネットワークいしかわ◎
  - 石川県内のケーブルテレビ局のリポートを紹介するコーナー。
- 奥能登の歳時記
  - 奥能登の風景や話題を伝える。
- ことじろうのこれってどいね
  - いしかわくらしプラスに類似したコーナー。ことじろうのマペットが進行役。

## 特別企画コーナー
- きょうのマッスル
  - 筋肉自慢アナウンサー法性亮太による筋肉体操コーナー。2019年3月20日に初回放送ののち、2019年6月18日にも放送。2019年11月7日放送北陸朝日放送『ギュッ!と石川 ゆうどきLive』との共同特番内でも目玉企画となった。2020年2月21日にも放送 （『いしかわ令和プレミアム』、『さらさらサラダ』放送分を再編集含む）。
- 休校中のこどもたちへ
  - 新型コロナウイルス感染拡大の影響で臨時休校となった児童生徒へ学校教員がメッセージを贈るコーナー。2020年3月放送。
- おうちでトレーニング
  - 新型コロナウイルス感染拡大の影響における外出自粛下での運動不足解消のため、県内のスポーツチーム選手・トレーナーらが効果的な運動を紹介。
- はじめまして一年生
  - 金沢放送局開局90年記念企画。県内の新入学、新社会人を紹介。2020年4月放送。
- トップに聞く コロナ危機
  - 加賀屋、三谷産業社長、北國銀行頭取、ツエーゲン金沢GMにインタビュー。2020年6月放送。
- フィルムで振り返る金沢放送局90年
  - 金沢放送局のアーカイブスより金沢放送局の歩みや県内各地の戦後史を辿る。2020年10月 - 2021年3月に放送。
- 高校3年生 旅立ちの誓い 
  - コロナ禍の中で高校を卒業する高校3年生達の高校生活での思い出や新生活への決意を紹介。2021年3月放送。
- 心に残る風景
  - 視聴者から寄せられた思い出を映像や写真と共に朗読する。2023年度放送。

## 年末版
2010年の最終放送日であった12月28日には、17:05から『かがのとイブニング年末ハイライト』として放送時間を拡大して放送。17時台は石川県の1年間を振り返り、18時台は通常のニュースを放送した。なお、本来17時台に放送している『ゆうどきネットワーク』は休止となった。

## newsかがのと
2024年度からこれまで平日昼12:15から放送していた石川県のニュース、平日夜20:45から放送していた『ニュースいしかわ845』及び土日祝夕方18:45から放送していた『ニュースいしかわ645』のタイトルを統合し、従来使われてこなかった『newsかがのと』のタイトルで放送している。

### 放送時間
- 平日昼：12:15 - 12:20（JST）
  - 不定期に13:05 - 14:49（途中中断あり）に放送される『列島ニュース』（大阪放送局制作）のリレーニュースコーナーで全国向けに録画放送される。その場合、冒頭と終了時の『newsかがのと』のロゴ表記も被せなどなくそのまま表示される[22]。
- 平日夜：20:45 - 21:00（JST）
  - 祝日・年末年始は休止し、20:55 - 21:00に拠点の名古屋放送局から「ニュース・気象情報（東海・北陸）」を5分間放送する（12月31日を除く）。
  - 春の大型連休、お盆期間などは本番組を休止し、同時間帯に拠点の名古屋放送局から「ニュース845東海・北陸」として放送。ただし、2025年4月28日・30日 - 5月2日の大型連休は、福井県・富山県ともにネット受けなし（東海3県と静岡県のみで放送）。
  - 2024年7月29日 - 8月2日・5日 - 9日は2024年パリオリンピックのため番組自体を休止し、20:55 - 21:00に拠点の名古屋放送局から「ニュース・気象情報（東海・北陸）」を5分間放送した。
- 土曜日・日曜日・祝日：18:45 - 18:59（年末年始は18:50 - 19:00）（JST）
  - 18:53 - 18:55（年末年始は18:55 - 18:57）に東京発の「全国の気象情報」をネット。